# 2N7000

Il 2N7000 usa il contenitore TO92, con il terminale 1 collegato al source, il 2 al gate e il 3 al drain. Il BS170 ha i terminali di source e drain scambiati rispetto al 2N7000.

La variante 2N7002 usa il package a montaggio superficiale TO-236.

Il 2N7000 e il BS170 sono due MOSFET a canale N modalità enhancement utilizzati per applicazioni di commutazione a bassa potenza, con disposizioni dei terminali e valori nominali di corrente diversi. A volte sono elencati insieme nella stessa scheda tecnica con altre varianti 2N7002, VQ1000J e VQ1000P.
Il 2N7000 è un componente molto diffuso, spesso consigliato tra quei componenti comuni e utili da avere a portata di mano per uso hobbistico. Il BS250P è "un buon corrispondente a canale p del 2N7000".
In formato contenitore TO-92, sia il 2N7000 che il BS170 sono dispositivi a 60 V. Il 2N7000 può commutare 200 mA mentre il BS170 può commutare 500 mA, con una resistenza di canale massima di 5 Ω a 10 V Vgs.
Il 2N7002 è un componente con resistenza, corrente nominale e contenitore ancora diversi. Il 2N7002 viene prodotto in TO-236, un contenitore SMT anche chiamato SOT-23, il contenitore a tre conduttori a montaggio superficiale più comunemente usato.

## Applicazioni
Il 2N7000 è stato definito "FETlington" e come "componente hacker assolutamente ideale". La parola "FETlington" è un riferimento alla caratteristica di saturazione del transistor Darlington.
Uso tipico di questi transistor è come interruttore per tensioni e correnti moderate, o anche come driver per piccole lampade, motori e relè. Nei circuiti di commutazione, questi FET possono essere utilizzati in modo molto simile ai BJT, ma presentano alcuni vantaggi:
- l'elevata impedenza di ingresso del gate isolato significa che non è richiesta quasi alcuna corrente di pilotaggio
- di conseguenza non è necessaria alcuna resistenza limitatrice di corrente nell'ingresso del gate
- I MOSFET, a differenza dei dispositivi di giunzione PN (come i LED) possono essere messi in parallelo perché la resistenza aumenta con la temperatura, sebbene la qualità di questo bilanciamento del carico non sia ideale e dipenda anche dal processo di fabbricazione di ogni singolo MOSFET nel circuito (ergo: alle volte è meglio bilanciare il parallelo con resistenze aggiuntive in serie a ogni transistor)

I principali svantaggi di questi FET rispetto ai transistor bipolari nella commutazione sono i seguenti:
- suscettibilità a danni cumulativi da scarica statica prima dell'installazione
- circuiti con esposizione a gate esterno richiedono una resistenza di gate di protezione o altra protezione contro le scariche statiche
- risposta ohmica diversa da zero in saturazione, rispetto alla caduta di tensione di giunzione costante di un transistor bipolare